# Kabinett Kariņš I
Das Kabinett Kariņš war eine Regierung Lettlands. Sie bestand zunächst aus den Mitgliedern der fünf nationalliberalen bis rechtspopulistischen Parteien des Parlaments. Es löste am 23. Januar 2019, nach langwierigen Koalitionsverhandlungen infolge der Parlamentswahl 2018, die Regierung Kučinskis ab. Zuvor waren bereits zwei andere Versuche einer Regierungsbildung gescheitert.
Aufgrund anhaltender Unstimmigkeiten und Auflösungserscheinungen bei der KPV LV beschlossen die anderen vier Koalitionspartner (Jaunā Konservatīvā, Attīstībai/Par!, Nacionālā apvienība „Visu Latvijai!“ – „Tēvzemei un Brīvībai/LNNK“ und Jaunā Vienotība) am 2. Juni 2021 diese aus der Regierung auszuschließen. Die "konsolidierte" (Zitat von Premierminister Kariņš) Regierung hatte daraufhin im Parlament zunächst keine eigene Mehrheit mehr, konnte aber auf die Stimmen einiger ehemaliger KVP LV Abgeordneter bauen.
Nach der Parlamentswahl im Oktober 2022 blieb die Regierung noch geschäftsführend im Amt, bis am 14. Dezember 2022 das Kabinett Kariņš II vereidigt wurde.

## Regierungskabinett
| Ressort                              | Bild              | Name | Partei  | Partei     |
| ------------------------------------ | ----------------- | --- | ------- | ---------- |
| Ministerpräsident                    | Krišjānis Kariņš  | Krišjānis Kariņš                                                                                                 |         | V          |
| Verteidigung                         | Artis Pabriks     | Artis Pabriks |         | LA (AP!)   |
| Justiz                               | Jānis Bordāns     | Jānis Bordāns |         | JKP        |
| Auswärtiges                          | Edgars Rinkēvičs  | Edgars Rinkēvičs                                                                                                 |         | V          |
| Wirtschaft                           | Ralfs Nemiro      | Ralfs Nemiro (bis 16. März 2020)                                                                                 |         | KPV LV     |
| Wirtschaft                           | Jānis Vitenbergs  | Jānis Vitenbergs (2. April 2020 bis 14. Mai 2021 und 3. Juni 2021 bis 18. Mai 2022; Parteiwechsel im April 2021) | KPV LV  |            |
| Wirtschaft                           | Jānis Vitenbergs  | Jānis Vitenbergs (2. April 2020 bis 14. Mai 2021 und 3. Juni 2021 bis 18. Mai 2022; Parteiwechsel im April 2021) | NA      |            |
| Wirtschaft                           | Ilze Indriksone   | Ilze Indriksone (seit 26. Mai 2022)                                                                              | NA      |            |
| Finanzen                             | Jānis Reirs       | Jānis Reirs |         | V          |
| Inneres                              | Sandis Ģirģens    | Sandis Ģirģens (bis 3. Juni 2021)                                                                                |         | KPV LV     |
| Inneres                              | Marija Golubeva   | Marija Golubeva (3. Juni 2021 bis 16. Mai 2022)                                                                  |         | Par! (AP!) |
| Inneres                              | Kristaps Eklons   | Kristaps Eklons (seit 26. Mai 2022)                                                                              | ? (AP!) |            |
| Bildung und Wissenschaft             | Ilga Šuplinska    | Ilga Šuplinska (bis 3. Juni 2021)                                                                                |         | JKP        |
| Bildung und Wissenschaft             | Anita Muižniece   | Anita Muižniece (seit 3. Juni 2021)                                                                              |         | JKP        |
| Kultur                               | Dace Melbārde     | Dace Melbārde (bis 18. Juni 2019)                                                                                |         | NA         |
| Kultur                               | Nauris Puntulis   | Nauris Puntulis (seit 8. Juli 2019)                                                                              |         | NA         |
| Soziales                             | Ramona Petraviča  | Ramona Petraviča (bis 3. Juni 2021)                                                                              |         | KPV LV     |
| Soziales                             | Gatis Eglītis     | Gatis Eglītis (seit 3. Juni 2021)                                                                                |         | JKP        |
| Verkehr                              | Tālis Linkaits    | Tālis Linkaits                                                                                                   |         | JKP        |
| Gesundheit                           | Ilze Viņķele      | Ilze Viņķele (bis 7. Januar 2021)                                                                                |         | Par! (AP!) |
| Gesundheit                           | Daniels Pavļuts   | Daniels Pavļuts (seit 7. Januar 2021)                                                                            |         | Par! (AP!) |
| Umweltschutz und Regionalentwicklung | Juris Pūce        | Juris Pūce (bis 12. November 2020)                                                                               |         | LA (AP!)   |
| Umweltschutz und Regionalentwicklung | Artūrs Toms Plešs | Artūrs Toms Plešs (seit 17. Dezember 2020)                                                                       |         | LA (AP!)   |
| Landwirtschaft                       | Kaspars Gerhards  | Kaspars Gerhards                                                                                                 |         | NA         |

## Koalitionspartner
|  | Partei/Wahlbündnis                                                                         | Bemerkung                                  |
|  | ------------------------------------------------------------------------------------------ | ------------------------------------------ |
|  | Jaunā konservatīvā partija (Neue Konservative Partei)                                      |                                            |
|  | KPV LV                                                                                     | bis 2. Juni 2021, danach in der Opposition |
|  | Attīstībai/Par! (Entwicklung/Für!)                                                         |                                            |
|  | Nacionālā apvienība „Visu Latvijai!“ – „Tēvzemei un Brīvībai/LNNK“ (Nationale Vereinigung) |                                            |
|  | Jaunā Vienotība (Neue Einigkeit)                                                           |                                            |